# Championnat d'Écosse de football 2013-2014
Navigation
Édition précédente Édition suivante
| \| Aberdeen Celtic Dundee United Hearts Hibernian Inverness Kilmarnock Motherwell Partick Th. Ross County St. Johnstone St. Mirren \| Localisation des clubs |
| Aberdeen Celtic Dundee United Hearts Hibernian Inverness Kilmarnock Motherwell Partick Th. Ross County St. Johnstone St. Mirren                              |

La 117e édition du championnat d'Écosse de football est la première sous l'appellation Scottish Premiership. Elle oppose les douze meilleurs clubs d'Écosse en une série de trente-huit journées.
Lors de cette saison, le Celtic défendra son titre face à 11 autres équipes dont deux promues de Scottish Championship.
Trois places qualificatives pour les compétitions européennes sont attribuées par le biais du championnat (une place au deuxième tour de qualification de Ligue des Champions 2015-2016, une au deuxième tour de qualification de Ligue Europa 2015-2016 et une au premier tour de qualification). Les deux autres places européennes sont celles du vainqueur de la Scottish Cup et de la Scottish League Cup qui sont qualificatives pour la Ligue Europa. Le dernier du championnat est relégué en Scottish Championship et le onzième affronte le deuxième de Scottish Championship en barrage de promotion.
Au terme d'une saison sans grand suspens le Celtic remporte le championnat qu'il a survolé de la tête et des épaules. Motherwell se place à une belle deuxième place. Ils sont accompagnés sur le podium par Aberdeen.
Les deux clubs d'Édimbourg descendent en deuxième division. Heart of Midlothian n'a pu remonter les 15 points de pénalité attribués en début de saison. Hibernian perd le match de barrage contre le deuxième de la deuxième division, Hamilton Academical. Pour la première fois de l'histoire du championnat, la ville d'Édimbourg ne sera pas représentée dans l'élite du football écossais lors de la saison 2014-2015.

## Équipes

### Participants et localisation
Légende des couleurs
- Deuxième tour de qualification de la Ligue des Champions 2013-2014
- Troisième tour de qualification de la Ligue Europa 2013-2014
- Deuxième tour de qualification de la Ligue Europa 2013-2014
- Promu de First Division

| Club                         | Se maintient depuis | Classement 2012-2013 | Entraîneur      | Depuis | Stade              | Capacité théorique | Ville      |
| ---------------------------- | ------------------- | -------------------- | --------------- | ------ | ------------------ | ------------------ | ---------- |
| Aberdeen FC                  | 1905                | 8                    | Derek McInnes   | 2013   | Pittodrie Stadium  | 21 421             | Aberdeen   |
| Celtic                       | 1890                | 1                    | Neil Lennon     | 2010   | Celtic Park        | 60 355             | Glasgow    |
| Dundee United                | 1996                | 6                    | Jackie McNamara | 2013   | Tannadice Park     | 14 229             | Dundee     |
| Heart of Midlothian          | 1983                | 10                   | Gary Locke      | 2013   | Tynecastle Stadium | 17 529             | Édimbourg  |
| Hibernian                    | 1999                | 7                    | Terry Butcher   | 2013   | Easter Road        | 20 421             | Édimbourg  |
| Inverness Caledonian Thistle | 2010                | 4                    | John Hughes     | 2013   | Caledonian Stadium | 7 800              | Inverness  |
| Kilmarnock FC                | 1992                | 9                    | Allan Johnston  | 2013   | Rugby Park         | 18 128             | Kilmarnock |
| Motherwell FC                | 1985                | 2                    | Stuart McCall   | 2010   | Fir Park           | 13 677             | Motherwell |
| Partick Thistle              | 2013                | 1 (FD)               | Alan Archibald  | 2013   | Firhill Stadium    | 10 102             | Glasgow    |
| Ross County                  | 2012                | 5                    | Derek Adams     | 2011   | Victoria Park      | 6 541              | Dingwall   |
| St Johnstone                 | 2009                | 3                    | Tommy Wright    | 2013   | McDiarmid Park     | 10 696             | Perth      |
| St Mirren                    | 2006                | 11                   | Danny Lennon    | 2010   | St. Mirren Park    | 8 023              | Paisley    |

### Informations équipes
| Club                         | Capitaine        | Équipementier | Sponsor                    |
| ---------------------------- | ---------------- | ------------- | -------------------------- |
| Aberdeen                     | Russell Anderson | Adidas        | Team Recruitment           |
| Celtic                       | Scott Brown      | Nike          | Magners                    |
| Dundee United                | Sean Dillon      | Nike          | Calor                      |
| Heart of Midlothian          | Danny Wilson     | Adidas        | Wonga.com                  |
| Hibernian                    | Liam Craig       | Puma          | Crabbies                   |
| Inverness Caledonian Thistle | Richie Foran     | Erreà         | Orion Group                |
| Kilmarnock                   | Manuel Pascali   | Killie 1869   | QTS                        |
| Motherwell                   | Keith Lasley     | Puma          | Cash Converters            |
| Partick Thistle              | Sean Welsh       | Joma          | macb                       |
| Ross County                  | Richard Brittain | Diadora       | Stanley CRC Evans Offshore |
| St. Johnstone                | Dave Mackay      | Joma          | GS Brown Construction      |
| St. Mirren                   | Jim Goodwin      | Diadora       | Blacks Outdoor Retail      |

## Classement
Le classement est établi sur le barème de points classique (victoire à 3 points, match nul à 1, défaite à 0).
Pour départager les égalités, on tient d'abord compte de la différence de buts générale, puis du nombre de buts marqués, puis des confrontations directes et enfin si la qualification ou la relégation est en jeu, les deux équipes jouent une rencontre d'appui sur terrain neutre.
| Rang | Équipe                       | Pts | J  | G  | N  | P  | Bp  | Bc | Diff |
| ---- | ---------------------------- | --- | -- | -- | -- | -- | --- | -- | ---- |
| 1    | CelticT                      | 99  | 38 | 31 | 6  | 1  | 102 | 25 | +77  |
| 2    | Motherwell FC                | 70  | 38 | 22 | 4  | 12 | 64  | 60 | +4   |
| 3    | Aberdeen FCL                 | 68  | 38 | 20 | 8  | 10 | 53  | 38 | +15  |
| 4    | Dundee United                | 58  | 38 | 16 | 10 | 12 | 65  | 50 | +15  |
| 5    | Inverness Caledonian Thistle | 57  | 38 | 16 | 9  | 13 | 44  | 44 | 0    |
| 6    | St JohnstoneC                | 53  | 38 | 15 | 8  | 15 | 48  | 42 | +6   |
| 7    | Ross County                  | 40  | 38 | 11 | 7  | 20 | 44  | 62 | -18  |
| 8    | St Mirren                    | 39  | 38 | 10 | 9  | 19 | 39  | 58 | -19  |
| 9    | Kilmarnock FC                | 39  | 38 | 11 | 6  | 21 | 45  | 66 | -21  |
| 10   | Partick ThistleP             | 38  | 38 | 8  | 14 | 16 | 46  | 65 | -19  |
| 11   | Hibernian                    | 35  | 38 | 8  | 11 | 19 | 31  | 51 | -20  |
| 12   | Heart of Midlothian*         | 23  | 38 | 10 | 8  | 20 | 45  | 65 | -20  |

Qualifications européennes
Ligue des champions 2014-2015
- 1er : deuxième tour de qualification

Ligue Europa 2014-2015
- C et 2e : deuxième tour de qualification
- 3e : premier tour de qualification

Relégation
Abréviations
T : Tenant du titre

C : Vainqueur de la Scottish Cup 2014

L : Vainqueur de la League Cup 2014

P : Promu de First Division
- (*) Heart of Midlothian a reçu 15 points de pénalité à cause de ses difficultés financières[2].

## Résultats

### Première partie de saison
| Résultats (▼dom., ►ext.)                                   | ABE | CEL | DUN | HOM | HIB | INV | KIL | MTH | PAR | ROS | STJ | SMI |
| Aberdeen                                                   |     | 0-2 | 1-0 | 1-3 | 1-0 | 1-0 | 2-1 | 0-1 | 4-0 | 1-0 | 0-0 | 2-0 |
| Celtic                                                     | 3-1 |     | 1-1 | 2-0 | 1-0 | 2-2 | 4-0 | 2-0 | 1-0 | 2-1 | 2-1 | 1-0 |
| Dundee United                                              | 1-2 | 0-1 |     | 4-1 | 2-2 | 0-1 | 1-0 | 2-2 | 4-1 | 1-0 | 4-0 | 4-0 |
| Heart of Midlothian                                        | 2-1 | 1-3 | 0-0 |     | 1-0 | 0-2 | 0-4 | 0-1 | 0-2 | 2-2 | 0-2 | 0-2 |
| Hibernian                                                  | 0-2 | 1-1 | 1-1 | 2-1 |     | 0-2 | 3-0 | 0-1 | 1-1 | 0-0 | 0-0 | 2-0 |
| Inverness CT                                               | 3-4 | 0-1 | 1-1 | 2-0 | 3-0 |     | 2-1 | 2-0 | 1-2 | 1-2 | 1-0 | 3-0 |
| Kilmarnock                                                 | 0-1 | 2-5 | 1-4 | 2-0 | 1-2 | 1-2 |     | 0-2 | 2-1 | 2-0 | 0-0 | 2-1 |
| Motherwell                                                 | 1-3 | 0-5 | 0-4 | 2-1 | 1-0 | 2-0 | 2-1 |     | 1-0 | 3-1 | 4-0 | 3-0 |
| Partick Thistle                                            | 0-3 | 1-2 | 0-0 | 1-1 | 0-1 | 0-0 | 1-1 | 1-5 |     | 3-3 | 0-1 | 0-3 |
| Ross County                                                | 1-0 | 1-4 | 2-4 | 2-1 | 0-2 | 0-3 | 1-2 | 1-2 | 1-3 |     | 1-0 | 3-0 |
| St Johnstone                                               | 0-2 | 0-1 | 3-0 | 1-0 | 1-2 | 4-0 | 3-1 | 2-0 | 1-1 | 4-0 |     | 2-0 |
| St Mirren                                                  | 1-1 | 0-4 | 4-1 | 1-1 | 0-0 | 0-0 | 1-1 | 0-1 | 1-2 | 2-1 | 4-3 |     |
| - Victoire à domicile - Match nul - Victoire à l'extérieur |     |     |     |     |     |     |     |     |     |     |     |     |

| Résultats (▼dom., ►ext.)                                   | ABE | CEL | DUN | HOM | HIB | INV | KIL | MTH | PAR | ROS | STJ | SMI |
| Aberdeen                                                   |     | 2-1 | 1-1 |     |     | 0-1 | 2-1 |     |     |     | 1-0 |     |
| Celtic                                                     |     |     |     |     |     | 5-0 |     | 3-0 |     | 1-1 | 3-0 | 3-0 |
| Dundee United                                              |     | 0-2 |     |     |     | 2-1 | 3-2 | 3-1 |     |     | 0-1 | 3-2 |
| Heart of Midlothian                                        | 1-1 | 0-2 | 1-2 |     | 2-0 |     |     |     |     |     |     | 2-1 |
| Hibernian                                                  | 0-2 | 0-4 | 1-3 |     |     |     |     | 3-3 |     | 2-1 |     | 2-3 |
| Inverness CT                                               |     |     |     | 0-0 | 0-0 |     |     | 1-2 | 1-0 |     |     | 2-2 |
| Kilmarnock                                                 |     | 0-3 |     | 4-2 | 1-1 | 2-0 |     |     |     | 2-2 | 1-2 |     |
| Motherwell                                                 | 2-2 |     |     | 4-1 |     |     | 1-2 |     | 4-3 | 2-1 |     |     |
| Partick Thistle                                            | 3-1 | 1-5 | 1-1 | 2-4 | 3-1 |     | 1-1 |     |     |     |     |     |
| Ross County                                                | 1-1 |     | 3-0 | 1-2 |     | 1-2 |     |     | 1-1 |     |     | 2-1 |
| St Johnstone                                               |     |     |     | 3-3 | 2-0 | 0-1 |     | 3-0 | 1-1 | 0-1 |     |     |
| St Mirren                                                  | 0-1 |     |     |     |     |     | 2-0 | 3-2 | 0-0 |     | 0-1 |     |
| - Victoire à domicile - Match nul - Victoire à l'extérieur |     |     |     |     |     |     |     |     |     |     |     |     |

### Deuxième partie de saison
| Résultats (▼dom., ►ext.)                                   | ABE | CEL | DUN | INV | MTH | STJ |
| Aberdeen                                                   |     |     |     |     | 0-1 | 1-1 |
| Celtic                                                     | 5-2 |     | 3-1 | 6-0 |     |     |
| Dundee United                                              | 1-3 |     |     |     | 5-1 |     |
| Inverness CT                                               | 0-0 |     | 1-1 |     |     | 2-0 |
| Motherwell                                                 |     | 3-3 |     | 2-1 |     | 2-1 |
| St Johnstone                                               |     | 3-3 | 2-0 |     |     |     |
| - Victoire à domicile - Match nul - Victoire à l'extérieur |     |     |     |     |     |     |

| Résultats (▼dom., ►ext.)                                   | HOM | HIB | KIL | PAR | ROS | SMI |
| Heart of Midlothian                                        |     |     | 5-0 | 2-4 | 2-0 |     |
| Hibernian                                                  | 1-2 |     | 0-1 | 1-1 |     |     |
| Kilmarnock                                                 |     |     |     | 1-2 |     | 1-0 |
| Partick Thistle                                            |     |     |     |     | 2-3 | 1-1 |
| Ross County                                                |     | 1-0 | 2-1 |     |     |     |
| St Mirren                                                  | 1-1 | 2-0 |     |     | 1-0 |     |
| - Victoire à domicile - Match nul - Victoire à l'extérieur |     |     |     |     |     |     |

### Barrages de promotion/relégation
|  | Hibernian | 2 - 0 | Hamilton Academical |  |  |
|  |           |       |                     |  |  |

|  | Hamilton Academical | 3 - 0 | Hibernian |  |  |
|  |                     |       |           |  |  |

Score cumulé : Hamilton Academical 3 - 2 Hibernian
Hamilton Academical est promu en Scottish Premiership. Hibernian est relégué.

## Statistiques

### Classement des buteurs
| Rang | Joueur           | Club                         | Buts |
| ---- | ---------------- | ---------------------------- | ---- |
| 1    | Kris Commons     | Celtic                       | 27   |
| 2    | Kris Boyd        | Kilmarnock                   | 22   |
| 2    | John Sutton      | Motherwell                   | 22   |
| 4    | Stevie May       | St Johnstone                 | 20   |
| 5    | Anthony Stokes   | Celtic                       | 19   |
| 6    | Billy McKay      | Inverness Caledonian Thistle | 18   |
| 7    | Steven Thompson  | St Mirren                    | 13   |
| 7    | Niall McGinn     | Aberdeen                     | 13   |
| 9    | Lionel Ainsworth | Motherwell                   | 11   |
| 9    | Kris Doolan      | Partick Thistle              | 11   |
| 9    | Nadir Çiftçi     | Dundee United                | 11   |
| 9    | Callum Paterson  | Heart of Midlothian          | 11   |

### Classement des passeurs
| Rang | Joueur              | Club                         | Passes |
| ---- | ------------------- | ---------------------------- | ------ |
| 1    | Kallum Higginbotham | Partick Thistle              | 12     |
| 2    | Anthony Stokes      | Celtic                       | 11     |
| 3    | Kris Commons        | Celtic                       | 10     |
| 4    | Lionel Ainsworth    | Motherwell                   | 9      |
| 4    | Emilio Izaguirre    | Celtic                       | 9      |
| 6    | Iain Vigurs         | Motherwell                   | 8      |
| 7    | Leigh Griffiths     | Celtic                       | 7      |
| 8    | James McFadden      | Motherwell                   | 6      |
| 8    | Yeóryos Samarás     | Celtic                       | 6      |
| 8    | Paul Cairney        | Hibernian                    | 6      |
| 8    | Andrew Robertson    | Dundee United                | 6      |
| 8    | Aaron Doran         | Inverness Caledonian Thistle | 6      |
| 8    | Graeme Shinnie      | Inverness Caledonian Thistle | 6      |
| 8    | Stuart Armstrong    | Dundee United                | 6      |
| 8    | Ryan Gauld          | Dundee United                | 6      |

## Bilan de la saison
| Championnat d'Écosse de football 2013-2014                        |                                   |
| Champion                                                          | Celtic Football Club (45e titre)  |
| Coupes et trophées                                                |                                   |
| Vainqueur de la Coupe d'Écosse 2013-2014                          | St Johnstone FC                   |
| Vainqueur de la Coupe de la Ligue écossaise de football 2013-2014 | Aberdeen Football Club            |
| Qualifications continentales                                      |                                   |
| Ligue des champions de l'UEFA 2014-2015                           | Celtic Football Club              |
| Ligue Europa 2014-2015                                            | Motherwell FC                     |
| Ligue Europa 2014-2015                                            | Aberdeen Football Club            |
| Ligue Europa 2014-2015                                            | St Johnstone FC                   |
| Promotions et relégations                                         |                                   |
| Promus en Scottish Premier League                                 | Dundee Football Club              |
| Promus en Scottish Premier League                                 | Hamilton Academical Football Club |
| Relégués en Scottish First Division                               | Heart of Midlothian Football Club |
| Relégués en Scottish First Division                               | Hibernian Football Club           |